# Abhishek Nain
Abhishek Nain (n. 15 august 1999, Sonipat⁠(d), Haryana, India) este un jucător de hochei pe iarbă ce a reprezentat India, medaliat olimpic. A participat la 1 ediție a Jocurilor Olimpice (2024) în care a câștigat 1 medalie de bronz.